# مارک واشوت
مارِک واشوت (چکی: Marek Vašut؛ زادهٔ ۵ مهٔ ۱۹۶۰) بازیگر سینما، تلویزیون و تئاتر اهل کشور جمهوری چک است.
از فیلم‌ها یا برنامه‌های تلویزیونی که وی در آن نقش داشته‌است می‌توان به تیغه ۲، ون هلسینگ، زندگی گلگون، تریپل اکس، تریستان و ایزولد، انجمن نجیب‌زادگان عجیب، بورجیا، گروه ناجور، باتوری، مأموریت غیرممکن، معشوق جاودان، سولومون کین، طلوع هانیبال، دلتای ونوس، خیابان، معجون زمان ۴، و ماجراجویان اشاره کرد.